# Falsomordellistena baishanzuna
Falsomordellistena baishanzuna là một loài bọ cánh cứng trong họ Mordellidae. Loài này được Fan miêu tả khoa học năm 1995.